# エンブラエル リネージュ 1000
エンブラエル リネージュ 1000
アル・ジャバー・アビエーションのリネージュ 1000
- 用途：ビジネスジェット
- 設計者：エンブラエル
- 製造者：エンブラエル
- 運用者
  - （アル・ジャバー・アビエーション（英語版））
  - （ファルコン・アビエーション・サービス）
  - （ロイヤル・ジェット（英語版））
  - （AirXチャーター（英語版））
  - （エア・ハンブルク（英語版））
- 初飛行：2007年10月26日[1]
- 生産数：28機（2018年）[2][3]
- 運用状況：現役

エンブラエル リネージュ 1000（Embraer Lineage 1000）は、ブラジルの航空機メーカーであるエンブラエルが開発したビジネスジェット。
エンブラエル社の中で、最も大型であるエンブラエル リネージュ 1000Eが存在する。
制限のある空港（テターボロ、アスペン、ロンドン・シティ）にも交渉可能。
機内の広さ:長さ84フィート・高さ6フィート
オプション:マスタースイート(ウォークインシャワーと、大型ベッド、食品・飲料サービス)
323立方フィートのウォークイン、120立方フィートの外部コンパートメントによって、補完された手荷物コンパートメントがある。